# 姚際恆
姚際恆（1647年—約1715年），字立方，一字首源，安徽休宁人，寄居浙江仁和（今杭州），清代学者。

## 生平
早年為县诸生。好讀書，“博究群书，撑肠万卷”，最初好为词章之学，中年以後专心治经，歷十四年而成《九经通論》的撰述。又著《庸言录》，書末附《古今偽書考》，辨经、史、子三类中有伪书六十九种，真书杂以伪者十种；非伪书而作者伪者七种；书非伪而书名伪者二种；未能定其著书之人者四种。又指出《十翼》为伪书，又谓周、张、程、朱等道學皆出于禅宗，是清初最勇於疑古的學者。生前交遊不廣，較常往來論學有毛奇齡與閻若璩。康熙三十二年冬天，經由毛奇龄的引介，认识阎若璩，并出示所作古文尚书通论十卷，其持论多与阎氏所著尚书古文疏证不谋而合。阎氏将姚氏之论点引入其疏证的有二十馀条。康熙三十六年十一月底，應邀出席毛奇龄宴會款待，宴會上認識李塨。
康熙五十四年（1715年），因感年事已高，遂整理家藏书籍，编成《好古堂书目》四卷。可能卒於此年或稍後。《四库全书总目提要》稱“际恒生于国朝初，多从诸耆宿游，故往往剽其绪论。”另著有《尚书通论》、《礼经通论》、《诗经通论》、《好古堂书目》等，其中《詩經通論》是清初疑古派《詩經》學的代表著作。

## 学术思想
姚际恒是清初最勇於疑古的学者，多發前人所未發。他敢于批判前人，不但敢批判朱熹，而且还敢批判郑玄，不但敢疑《传》、《注》，而且敢于疑《经》，姚际恒几乎疑遍儒家所有经典。他的著作虽认认真真地写了出来，人们却不敢接受，他的家族也就不敢刻出，随后便散失了。其学术於日後二百年幾默默无闻。民國以來，以胡適、顧頡剛對姚際恆的研究最積極。